# FIFA Football 2003
FIFA Football 2003 je jedanaesta po redu nogometna videoigra iz serijala FIFA. Proizvođač je, po posljednji put u FIFA serijalu, EA Sports, a izdavač Electronic Arts.

## Datumi izlaska igre
- PlayStation 2
  - 25. listopada 2002. (PAL),
  - 14. studenog (SAD),
  - 5. prosinca (Japan).

- Microsoft Windows
  - 1. studenog 2002.

- PlayStation
  - 11. studenog 2002.

- Xbox
  - 1. studenog 2002. (PAL),
  - 12. studenog (SAD).

FIFA Football 2003 je još izašla za Nintendo GameCube (1. i 14. studenog, te 6. prosinca 2002.), GameBoy Advance (19. studenog 2002.) te za mobitele (27. kolovoza 2002.).

## Mogućnosti
Većina mogućnosti na FIFA-i Football 2003 ostale su iste, samo je EA Sports poboljšao grafiku igre, te dodao opciju "Club Championship", te je dodana mogućnost "Freestyle Control" (hr: slobodna kontrola), koja se upotrebljava za vrijeme utakmice, a omogućava igraču da jakim i dugim udarcem dobaci loptu svome suigraču.

### "Club Championship"
"Club Championship" (hr: klupsko prvenstvo) bila je dotad, nova FIFA-ina opcija. U njoj je se nalazilo 18 najboljih europskih momčadi i njihovim stadionima i navijačima koji pjevaju posebno pjesme za svaki klub. Utakmica se održavala i prenosila u televizijskom stilu sa sažecima utakmice u poluvremenu i na kraju utakmice, te s analizom utakmice.
Osamnaest klubova dostupnih u "Club Championship" opciji:
| - Anderlecht - Arsenal - Liverpool - Manchester United - Lyon - Paris Saint-Germain - Lens - Bayern München - Borussia Dortmund | - Bayer Leverkusen - Juventus - Inter - AC Milan - Ajax Amsterdam - Barcelona - Real Madrid - Valencia - Galatasaray |

## Omoti
Na većini omota FIFA-e Football 2003 u svijetu nalazili su se:
- Roberto Carlos u dresu Brazila
- Ryan Giggs u dresu Manchester Uniteda
- Edgar Davids u dresu Juventusa

U svim omotima nalazila su se Carlos, Giggs i Davids, osim u SAD-u, gdje se umjesto Roberta Carlosa nalazi Landon Donovan u dresu nogometne reprezentacije SAD-a.

## Licence

### Lige
FIFA Football 2003 imala je 15 liga (+ Rest of World), jako malo, s obzirom na to da FIFA Football 2004 ima 26 nogometnih liga. Najpoznatija liga koje nema je nizozemska Eredivisie. Također, nema ni nikakvih nižih liga (u FIFA-i Football 2004 su se nalazile četiri engleske, te po dvije njemačke, francuske i talijanske lige). 

FIFA Football 2003 sadržavala je sljedeće lige:
- T-Mobile Bundesliga
- Jupiler League
- Brazilska nogometna liga (bez pravog formata Champeonato Brasileira)
- SAS Ligaen
- FA Premier Liga
- Ligue 1
- Bundesliga
- Serie A
- K-League
- Major League Soccer
- Tippeligaen
- Rest of World
- Scottish Premier League
- Primera
- Allsvenskan
- Swiss Axpo

### Reprezentacije
26 nogometnih reprezentacija nalazi se u FIFA-i Football 2003:
| - Argentina - Australija - Austrija - Belgija - Brazil - Kamerun - Kostarika - Hrvatska - Češka - Danska - Engleska - Finska | - Francuska - Njemačka - Grčka - Irska - Italija - Meksiko - Nigerija - Norveška - Paragvaj - Poljska - Portugal - Rusija | - Saudijska Arabija - Škotska - Slovenija - JAR - Južna Koreja - Španjolska - Švedska - Švicarska - Tunis - Turska - SAD - Urugvaj |

## Vanjske poveznice
- Stranica FIFA Footballa 2003 (engl.)